# 25161 Strosahl
25161 Strosahl este o planetă minoră (asteroid), cu un diametru de 3,242 km, din centura de asteroizi. A fost descoperită pe 17 septembrie 1998 la Stația Anderson Mesa de Lowell Observatory Near-Earth-Object Search. 
Obiectul prezintă o orbită caracterizată de o semiaxă mare de 2,3063067 UAi, o excentricitate de 0,05, o înclinație de 6,45357 ° în raport cu ecliptica.